# Ackerbürgerhof Halbemondstraße 1 (Calvörde)
Der Ackerbürgerhof in der Halbemondstraße 1 in Calvörde  steht unter Denkmalschutz.

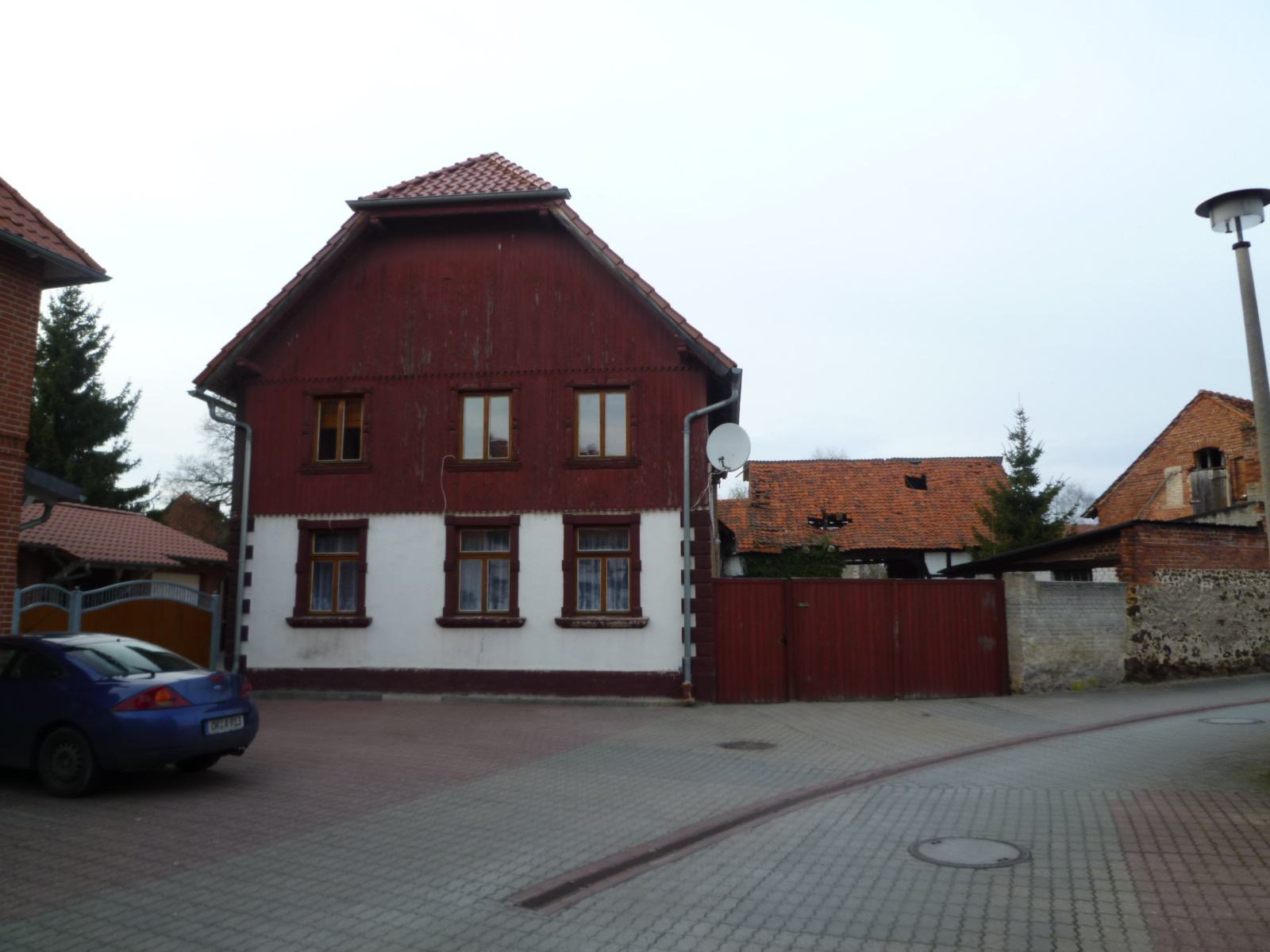
Ackerbürgerhof, Vorderansicht

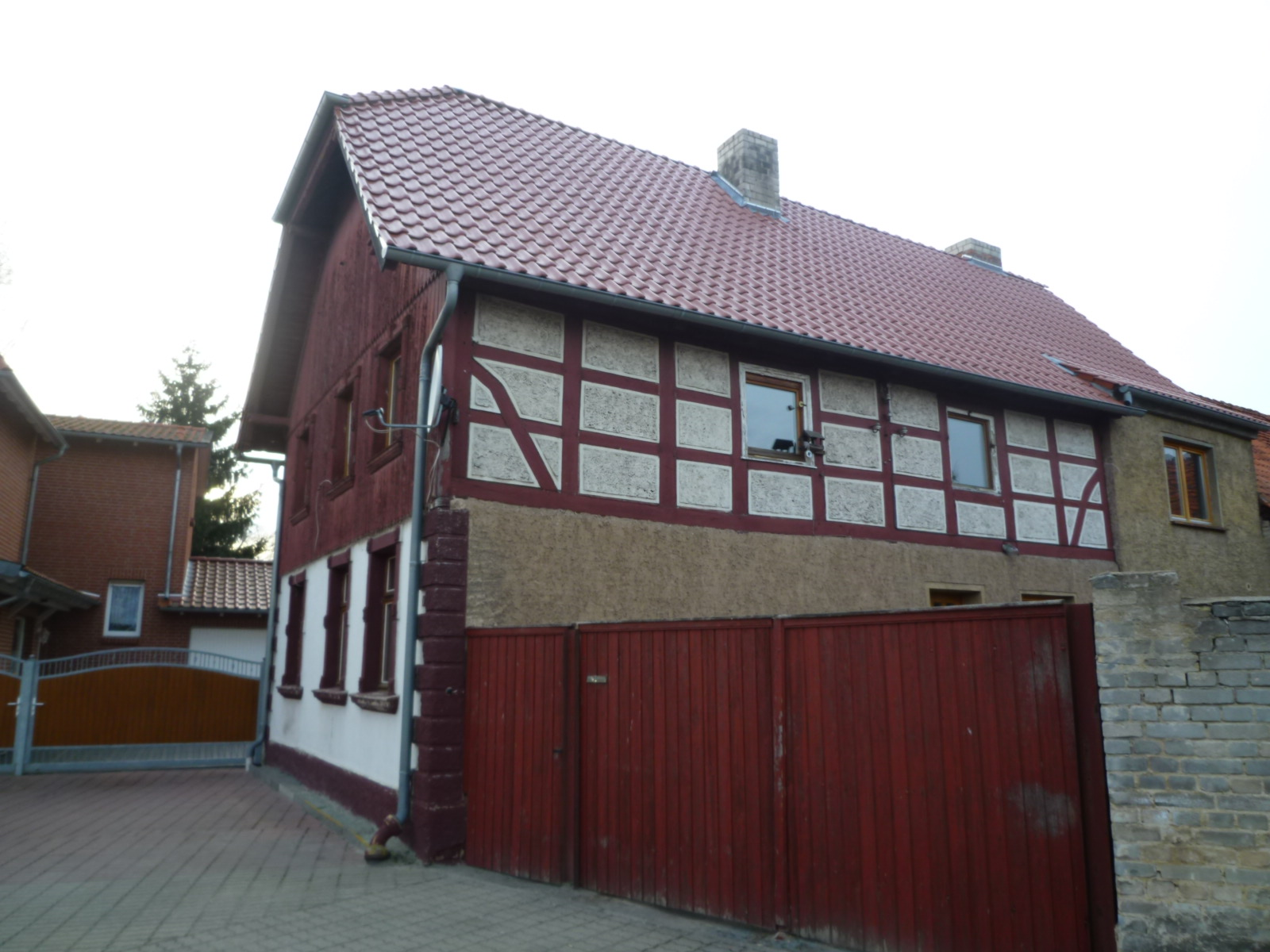
Ackerbürgerhof, Seitenansicht

## Lage und Beschreibung
Der Ackerbürgerhof steht im ehemaligen Hünerdorf in Calvörde. Die Bauwerke, die zum Ackerbürgerhof gehören, stammen aus dem 18. Jahrhundert. Das zugehörige Wohnhaus ist ein Fachwerkbau, der um 1850 überformt wurde (Eckquaderung, Verbrettung der Giebelwand, Fensterfaschen). Der Ackerbürgerhof besitzt eine originale Umfriedung aus dem 18. Jahrhundert. Die Bauwerke sind für das Straßenbild der Halbenmondstraße sehr prägend und gehören zu den Sehenswürdigkeiten in Calvörde.